# Ню2 Стрільця
Ню2 Стрільця  (ν2 Стрільця) — подвійна зоряна  система в зодіакальному сузір'ї Стрільця. Його слабко видно неозброєним оком, маючи видиму зорову величину +4,98; це 0,16 градуса на північ від екліптики. Річний паралактичний зсув 11,91 мас, як видно із Землі,  вказує, що ця система становить приблизно 270 світлових років від Сонця. Ню2 Стрільця має високу пекулярну швидкість 86.0+11.6
−14.4 і, швидше за все, є системою зірок-втікачів. 
Спектр основного компонента відображає зоряну класифікацію K1 Ib–II, що вказує на те, що це зірка K-типу зі змішаним класом світності розвиненого яскравого гіганта / надгіганта. Це м’яка барієва зірка, що демонструє підвищену кількість елементів s-процесу у своїй зовнішній атмосфері. Цей матеріал, швидше за все, було отримано під час попереднього переміщення маси від його теперішнього супутника білого карлика.  Основна маса приблизно в 1,4 рази більша за масу Сонця і розширилася до 85  радіусів Сонця.